# Troides andromache
Espèce
Statut de conservation UICN

 VU  : Vulnérable
Statut CITES
Troides andromache est une espèce de papillon de la famille des Papilionidae et de la sous-famille des Papilioninae et du genre Troides.

## Taxinomie
Troides andromache a été décrit par Otto Staudinger en 1892 sous le nom initial d' Ornithoptera andromache.

### Sous-espèces
- Troides andromache andromache; présent dans le nord de Bornéo.
- Troides andromache marapokensis Fruhstorfer, 1899; présent dans le nord de Bornéo.
- Troides andromache nishikawai Kobayashi, 1992; présent dans l'ouest de Bornéo[1].

## Description
Troides andromache est un papillon d'une envergure variant de 150 mm à 180 mm, aux ailes postérieures discrètement festonnées, dont le corps est noir avec l'abdomen marqué de jaune sur la partie ventrale. Il existe un dimorphisme sexuel de couleur.
Les mâles ont les ailes antérieures noires et sur le revers noires marquées de blanc dans la partie postdiscale entre les veines, et les ailes postérieures sont jaunes à veines noires et bordure de triangles noirs marginaux.
Les femelles, ont les ailes antérieures blanches veines de noir et bordées de grisé, et les ailes postérieures jaunes veinées de noir à large bordure noire et large bande submarginale formée de points noirs confluents.

## Biologie

### Plantes hôtes
Les plantes hôtes de sa chenille sont des aristoloches, Aristolochia acuminata et Aristolochia foveolata.

## Écologie et distribution
Troides andromache est présent uniquement à Bornéo.

### Biotope
Troides andromache réside dans la canopée des forêts des montagnes de Bornéo à une altitude entre 1 000 m et 2 900 m.

### Protection
Troides andromache est protégé.